# Rainn Wilson
Rainn Dietrich Wilson (ur. 20 stycznia 1966 w Seattle w Waszyngtonie) – amerykański aktor telewizyjny i filmowy. Znany z ról Dwighta Schrute'a w amerykańskim serialu komediowym Biuro i Arthura Martina w wielokrotnie nagradzanym serialu HBO Sześć stóp pod ziemią.

## Filmografia
- Galaxy Quest – Ko(s)miczna załoga (Galaxy Quest, 1999) jako oficer Lahnk
- U progu sławy (Almost Famous, 2000) jako David Felton
- Ulubieńcy Ameryki (America’s Sweethearts, 2001) jako Dave O’Hanlon
- When Billie Beat Bobby (2001) jako Dennis Van De Meer
- Za kółkiem (Wheelmen, 2002) jako Barney
- Full Frontal. Wszystko na wierzchu (Full Frontal, 2002) jako Brian
- Self Storage (2002) jako Lee
- Dom tysiąca trupów (House of 1000 Corpses, 2003) jako Bill Hudley
- Sześć stóp pod ziemią (Six Feet Under, 2003–2005) jako Arthur Martin
- Sahara (2005) jako Rudi Gunn
- Biuro (The Office, 2005–2013) jako Dwight Schrute
- Blue in Green (2005) jako Doug
- The Life Coach (2005) jako dr Watson Newmark
- Dominion (2006) jako Anioł Gabriel
- Moja super eksdziewczyna (My Super Ex-Girlfriend, 2006) jako Vaughn Haige
- Juno (2007) jako Rollo
- Mimzy: mapa czasu (The Last Mimzy, 2007) jako Larry White
- Birds of America (2008) jako mąż Laury
- The Rocker (2008) jako Robert 'Fish' Fishman
- Transformers: Revenge of the Fallen  (2009) jako profesor Colan
- Super (2010) jako Frank Darbo / Crimson Bolt
- The Boy (2015) jako William Colby
- Meg (The Meg, 2018) jako Jack Morris